# Michele Lobaccaro
Michele Lobaccaro (né en 1965 à Vintimille) est un musicien italien, fondateur des Radiodervish.